# 松山战役旧址
松山战役旧址位于云南省保山市龙陵县腊勐镇、龙山镇，包括松山战役遗址、龙陵日军侵华罪证遗址两部分。

## 背景
1942年5月，中国远征军入缅对日军作战失利后撤，日军沿滇缅公路入滇，并占领了镇康、龙陵、芒市、腾冲等地区。5月5日国军炸毁惠通桥，阻日军于怒江西岸的松山地区，此后中国军队与日军在怒江东西两岸形成对峙。日军占领龙陵后，先后驻扎约3个联队的兵力，并建立伪政权，还以松山作为前沿阵地支撑点，修建了大量坚固的防御工事。1944年5月，中国远征军渡江对日军发起全面反攻，9月7日全歼松山日军，取得松山战役胜利；11月13日，收复龙陵。松山战役拉开了中国对日战略反攻的序幕，是打通滇缅公路的关键一役。

## 概况
松山战役遗址包括日军修筑的地堡、掩体、战壕、练兵场、简易车道、蓄水池、松山主峰日军防御工事，中国远征军炮击、轰炸松山主峰的弹坑，为炸毁日军松山主堡挖掘的地道和炸毁后的落坑，以及第8军103师阵亡将士公墓。现存遗址69个，遗迹815个（中国远征军124个，侵华日军691个），战壕约13,200米（中国远征军约1,600米，侵华日军11,600米）。
龙陵日军侵华罪证遗址是日军侵华活动的各种遗迹，包括日军司令部旧址、日军军政班本部旧址、董家沟日军慰安所旧址、日伪县政府旧址、伪警察局旧址、日军农业试验场场部旧址、白塔日文学校旧址、下坪日军马厩旧址、东卡日军碉堡、老东坡日军阵地等。

## 保护与开发
1993年11月16日，松山战役遗址被公布为第四批云南省文物保护单位。2003年12月18日，龙陵日军侵华罪证遗迹被公布为第六批云南省文物保护单位。2006年6月，合为一项“松山战役旧址”，公布为第六批全国重点文物保护单位。
松山战役遗址之上现已建成龙陵松山大战遗址公园，并于2020年3月评为4A级景区。松山战役遗址还是省级爱国主义教育基地、第二批全国红色旅游经典景区、第二批国家级抗战纪念设施、遗址。
当地政府于2004年和2021年对几处日军侵华活动旧址进行了修缮，并建立陈列馆，形成了龙陵抗日战争纪念馆群落。其中董家沟慰安妇制度罪行陈列馆建于2010年，是中国第一个日军慰安妇制度罪行陈列馆，每年接待参观者5万余人次。

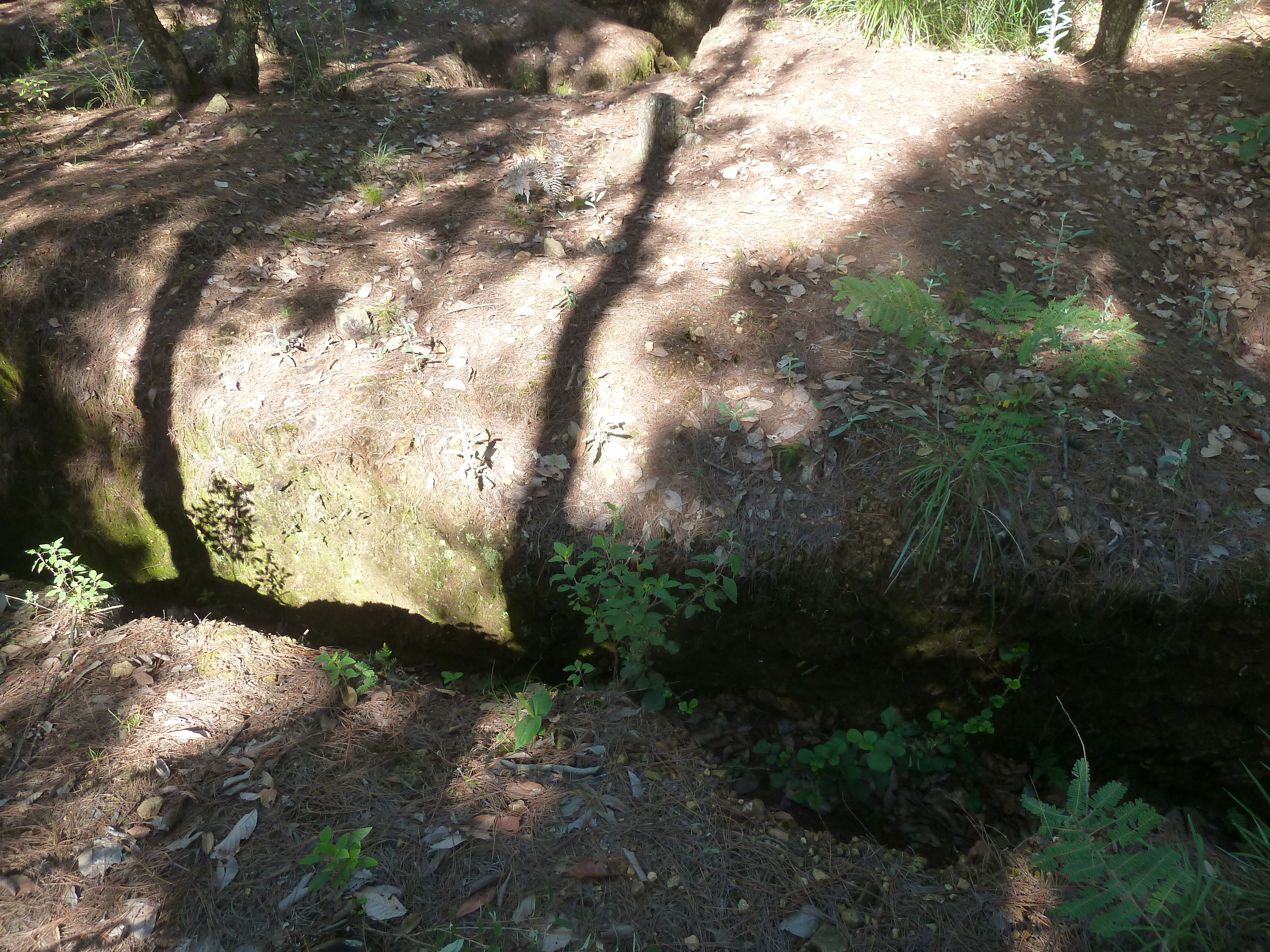
战壕
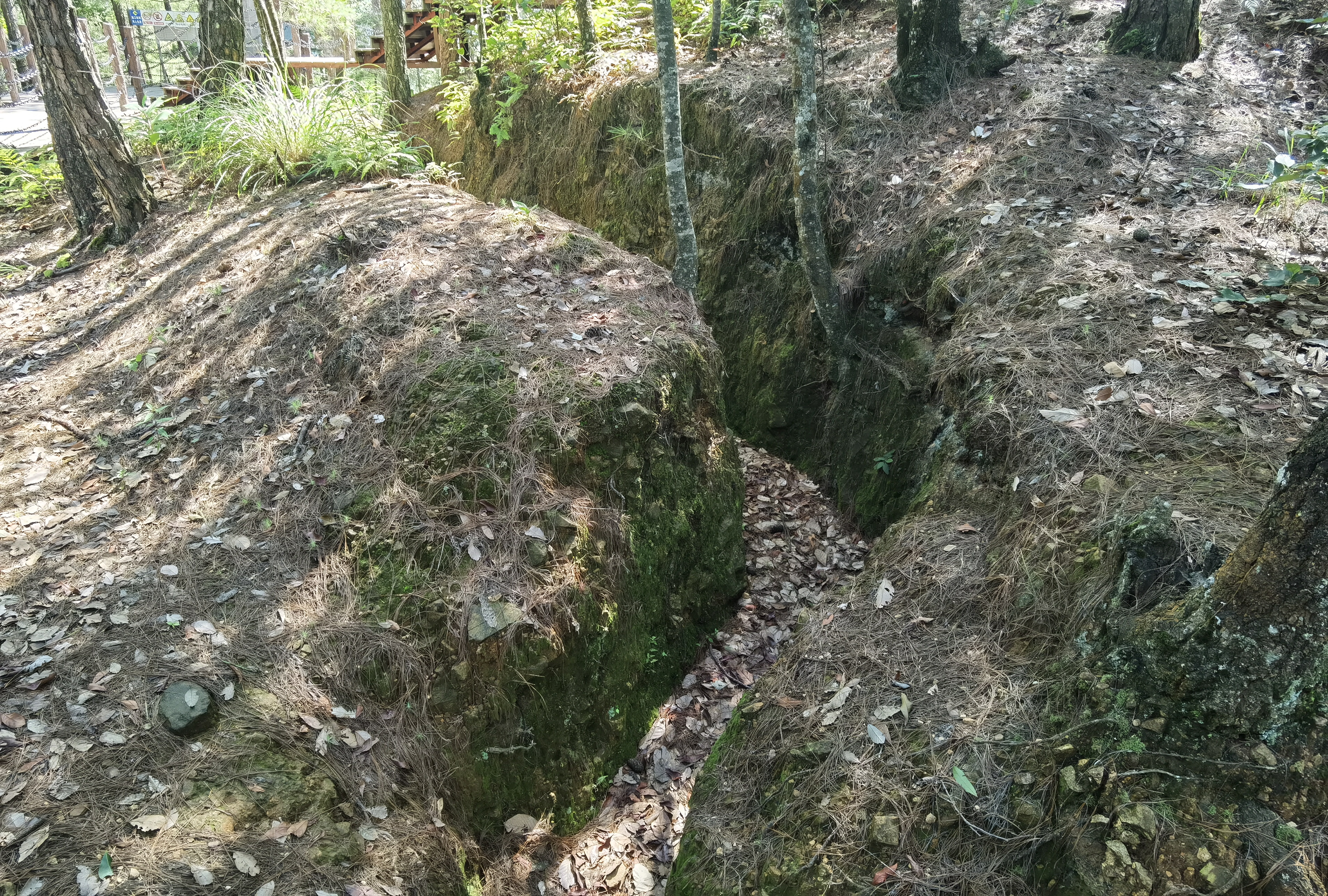
战壕
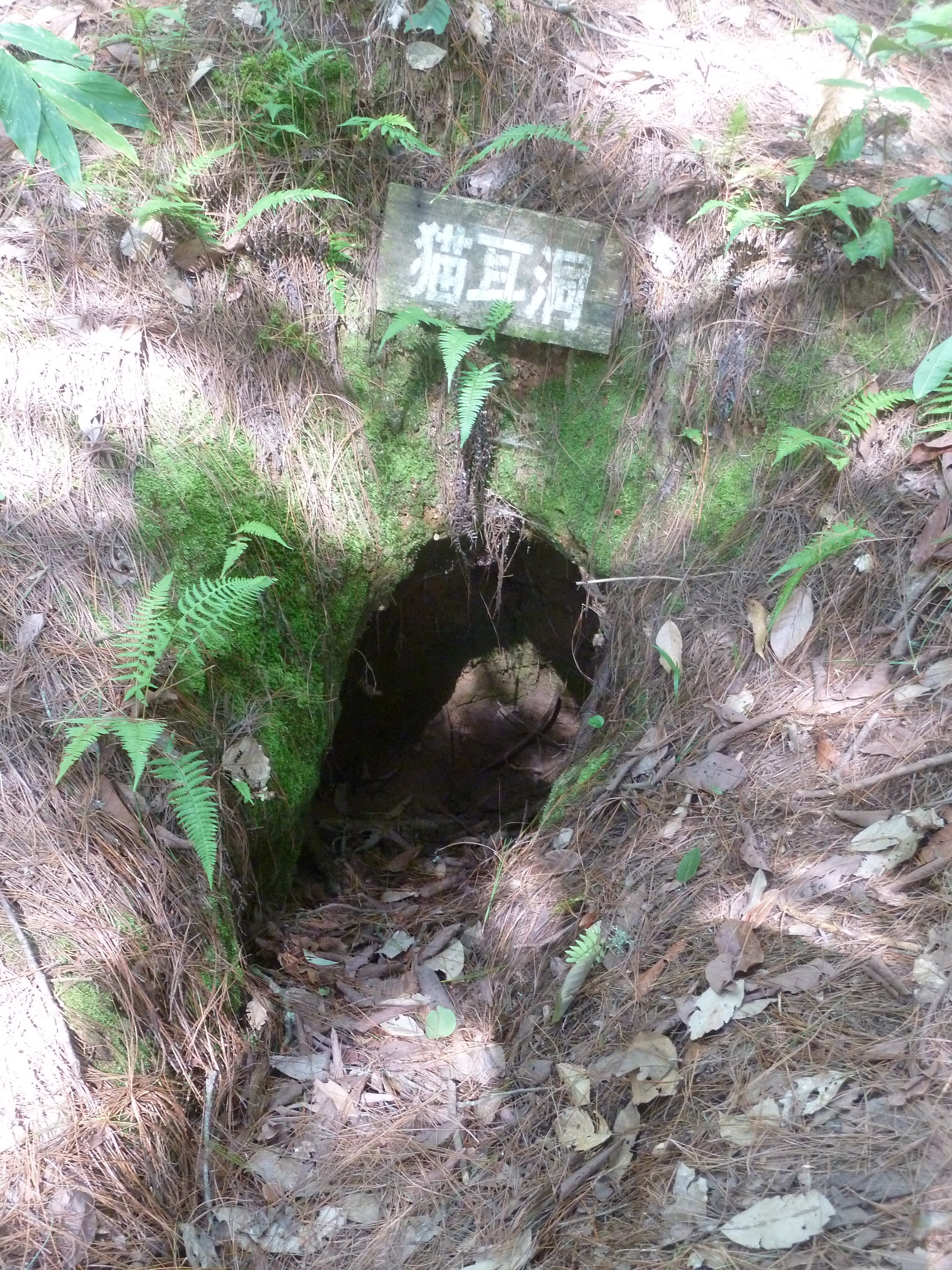
日军猫耳洞
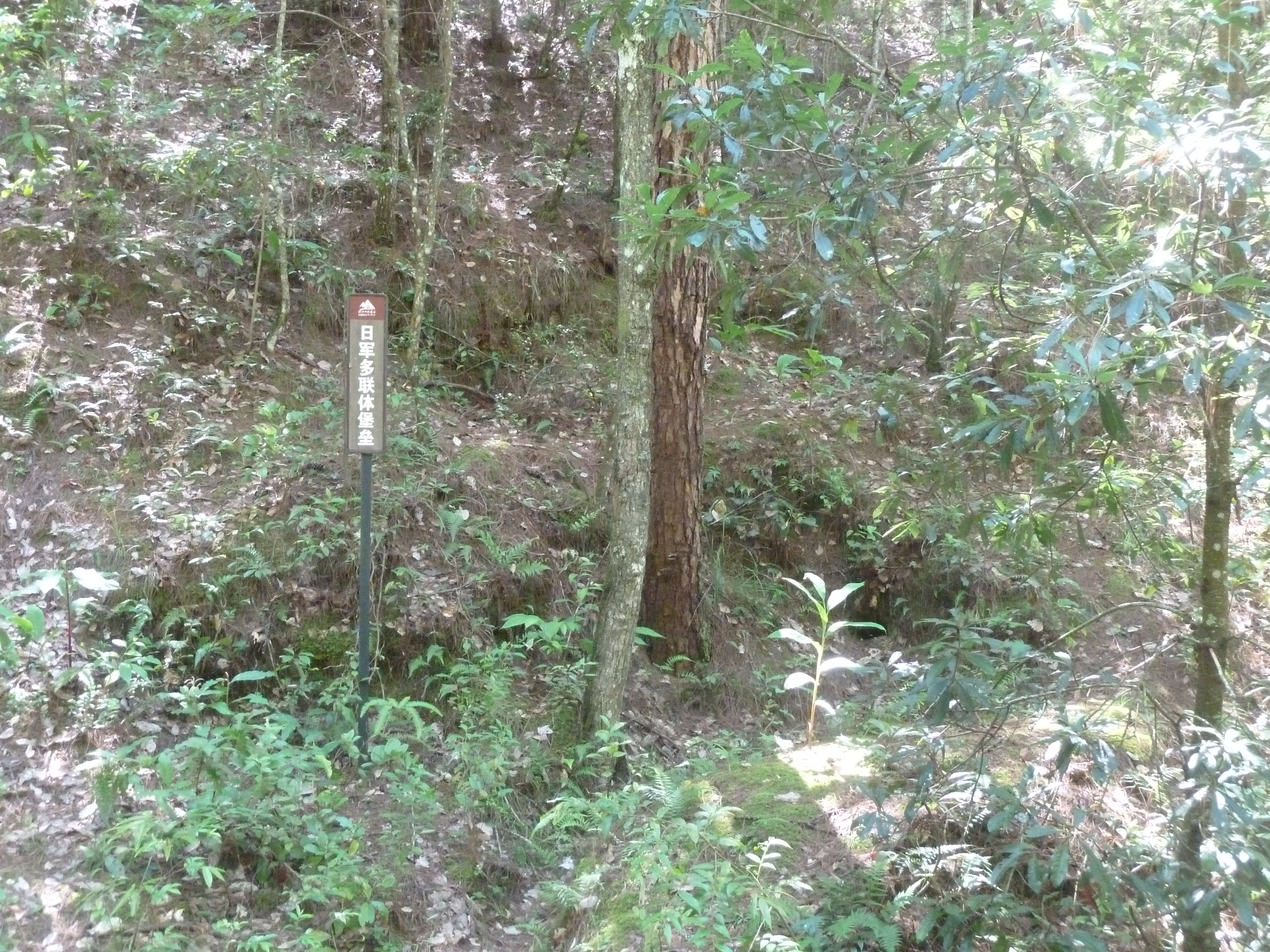
日军多联体堡垒
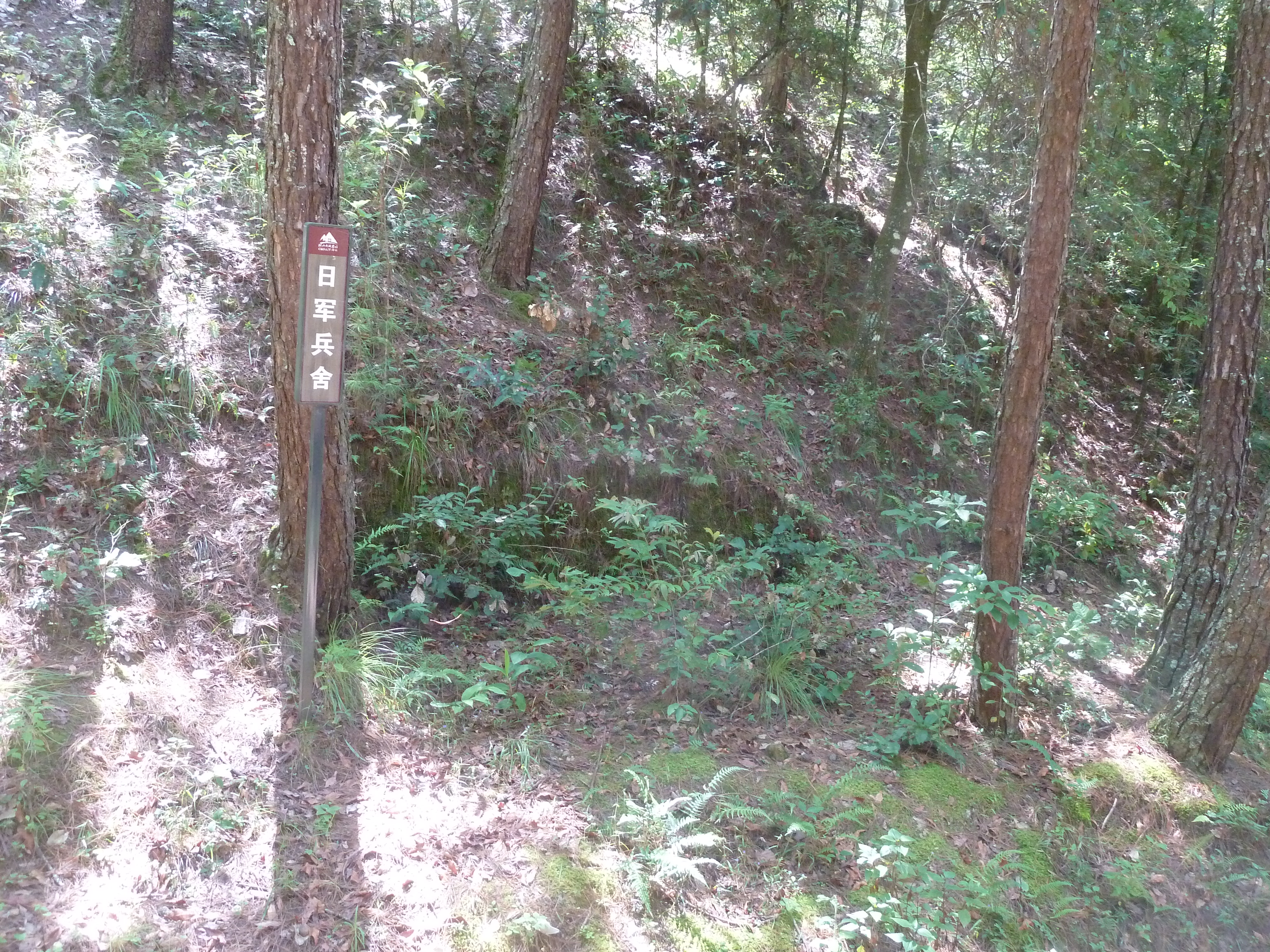
日军兵舍
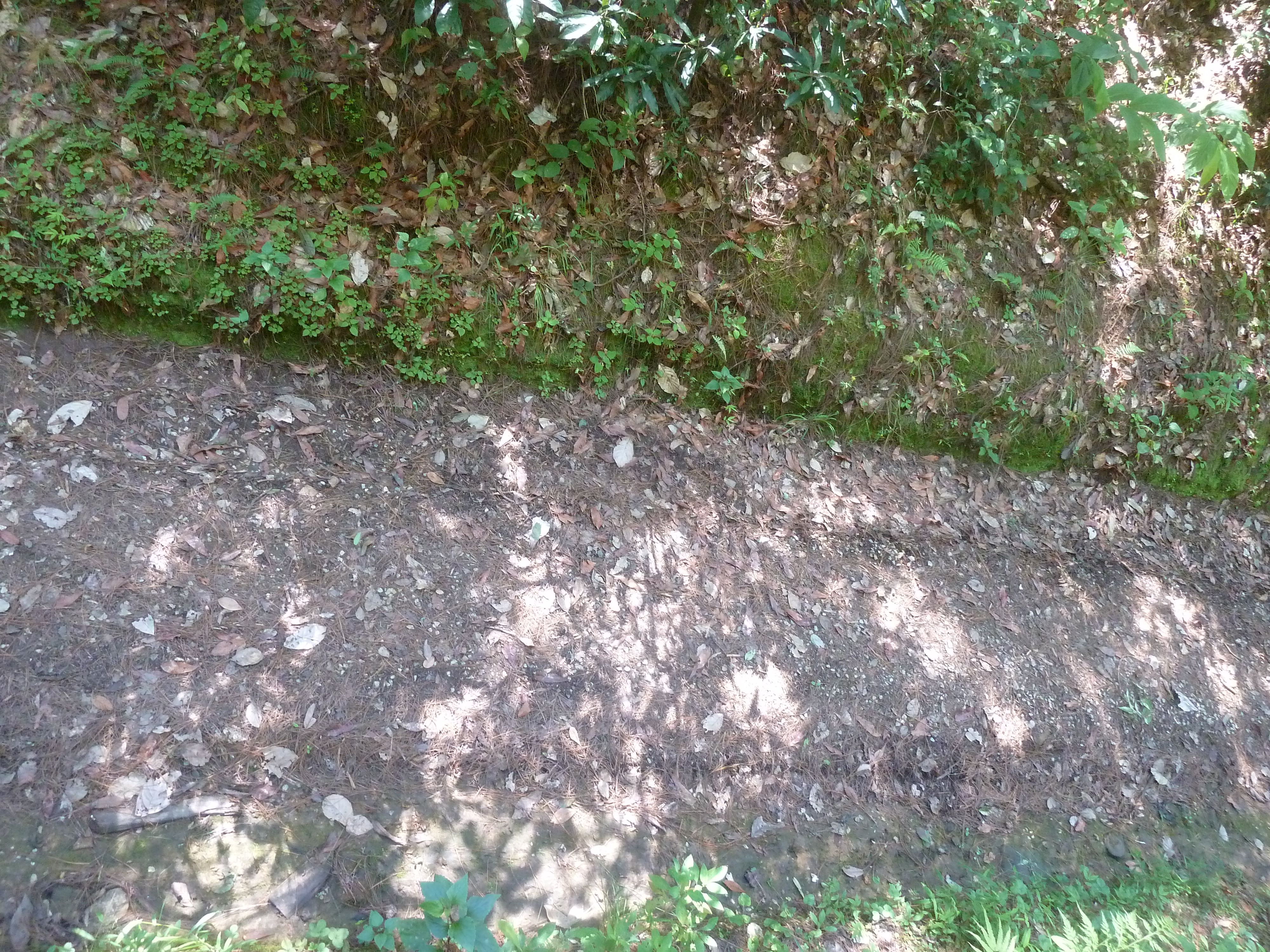
日军供给线
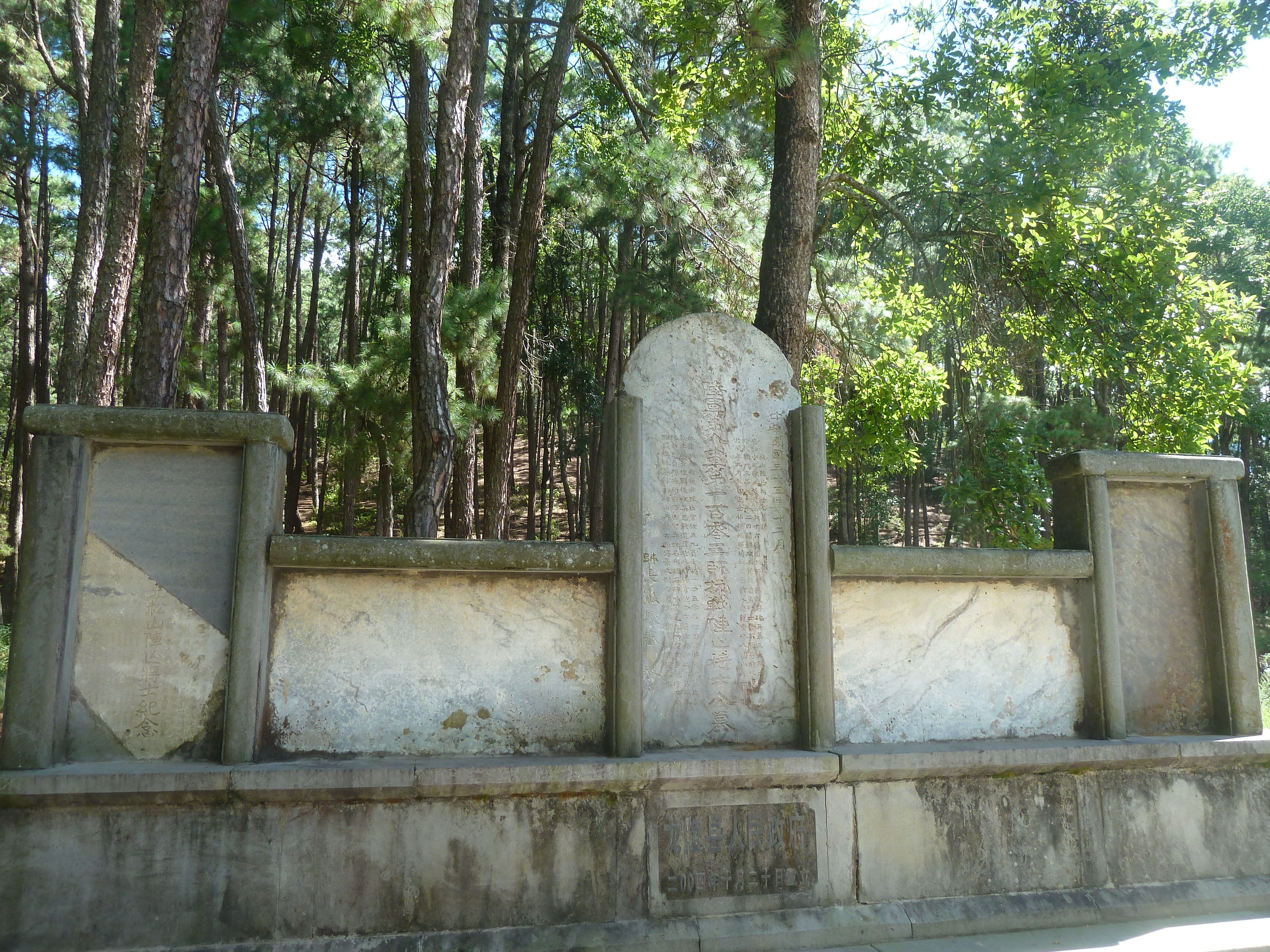
陆军第八军第一百零三师阵亡将士公墓
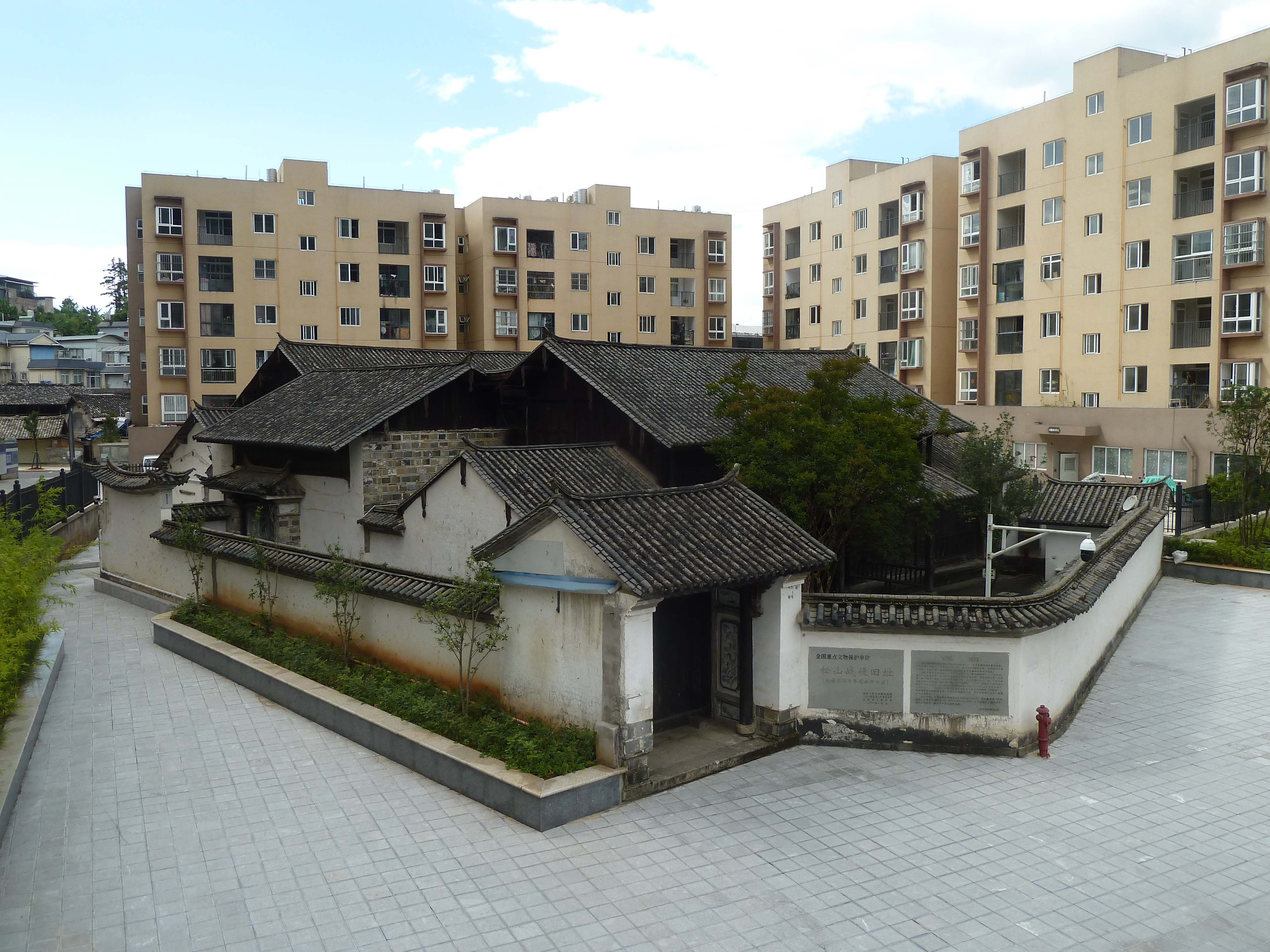
董家沟日军慰安所旧址